# Edwardsiana froggatti
Edwardsiana froggatti är en insektsart som först beskrevs av Baker 1925.  Edwardsiana froggatti ingår i släktet Edwardsiana och familjen dvärgstritar. Inga underarter finns listade i Catalogue of Life.